# Hermannia aspera
Hermannia aspera är en malvaväxtart som beskrevs av Wendl.. Hermannia aspera ingår i släktet Hermannia och familjen malvaväxter. Inga underarter finns listade i Catalogue of Life.